# 巴塘小檗
巴塘小檗（学名：Berberis batangensis）为小檗科小檗属下的一个种。

## 扩展阅读
- 維基物種上的相關：巴塘小檗